# 雷焦洛
雷焦洛（義大利語：Reggiolo），是意大利雷焦艾米利亚省的一个市镇。总面积43.01平方公里，人口9298人，人口密度216.2人/平方公里（2009年）。ISTAT代码为035032。